# Praça Concepción Arenal
A Praça Concepción Arenal é uma praça do início do século XX, situada na cidade espanhola de Pontevedra, no limite do bairro da Moureira.

## Origem do nome
A praça deve o seu nome à escritora e ativista galega Concepción Arenal (1820-1893), que viveu em Pontevedra no número 27 da rua da Oliva entre 1889 e 1890, onde organizou um prestigioso encontro de intelectuais.

## História
A praça foi criada na sequência da construção da vizinha ponte da Barca. Em 17 de julho de 1904, a Câmara Municipal de Pontevedra, por ocasião da melhoria do sistema viário da zona com a iminente abertura desta ponte sobre o rio Lérez e a ria de Pontevedra, propôs a criação de uma praça no cruzamento das ruas Alfonso XIII e Herreros, num terreno doado por José Riestra López, marquês de Riestra.
A praça situava-se numa zona de expansão da cidade, uma vez que a construção da ponte próxima foi acompanhada pela construção do novo quartel de São Fernando entre 1905 e 1909, cuja longa fachada lateral na rua General Martitegui permitia o acesso à nova praça a partir da praça de Espanha.
As obras da praça foram concluídas em 1908, como demonstra a sessão plenária municipal de 17 de março de 1908, que decidiu dar à nova praça o nome de Concepción Arenal.
A praça Concepción Arenal foi completamente remodelada no século XXI, tornando-se semi-pedonal e configurada em torno de uma rotunda central. As obras começaram em 2005 e foram concluídas em 2006. Foi reaberta ao tráfego restrito em 27 de abril de 2006.

## Descrição
A praça, com uma superfície de 2 500 m², tem uma forma circular irregular e nela confluem as seis ruas Alfonso XIII, de la Barca, General Martitegui, Herreros, Condesa de Pardo Bazán e Jofre de Tenorio.
A praça é semi-pedonal e tem uma configuração circular com vários círculos concêntricos no pavimento, cujo ponto central é uma rotunda pedonal atravessada por vários caminhos, com cinco colunas de projectores, relvados e árvores. Em torno desta rotunda, existe uma única faixa circular para veículos com um limite de velocidade de 20 km/h, que distribui o tráfego limitado das ruas circundantes. A praça é pavimentada com calçada de cor sépia, ladeada por faixas circulares e horizontais de granito que estruturam o desenho. No lado oriental da praça existe uma grande plataforma de granito, situada a um nível mais elevado, que funciona como uma pequena praça dentro da praça e está equipada com bancos. Está enquadrada por muros de granito e, no seu lado ocidental, oferece uma espécie de pequeno miradouro sobre a rotunda, cujo muro frontal ostenta uma inscrição em galego que recorda a escritora a quem a praça é dedicada: "Concepción Arenal 1820-1893. Abride escolas e han pechar os cárceres" (Abram as escolas e fecharão as prisões).
A praça Concepción Arenal conta com várias árvores: um bordo japonês e vegetação na rotunda central, bem como um bordo vermelho e dois carvalhos canadenses num dos extremos da praça pavimentada do lado leste.
A praça está rodeada de edifícios modernos, com uma altura média de seis e sete andares, e é dominada, no lado sul, pelo edifício da Escola Froebel. Este edifício, cuja construção foi aprovada em 1910 após a compra do terreno ao Marquês de Riestra, foi projetado em 1914 e dedicado ao novo sistema de ensino Froebel. As obras começaram em 1924 e foram concluídas em 1936. Tem dois andares e uma cave, bem como torres de canto. Antecipa as formas racionalistas e apresenta uma multiplicidade de grandes janelas simétricas colocadas verticalmente para trazer muita luz para as salas de aula. No interior, o edifício tem um grande pátio envidraçado com arcadas perimetrais.

## Galeria

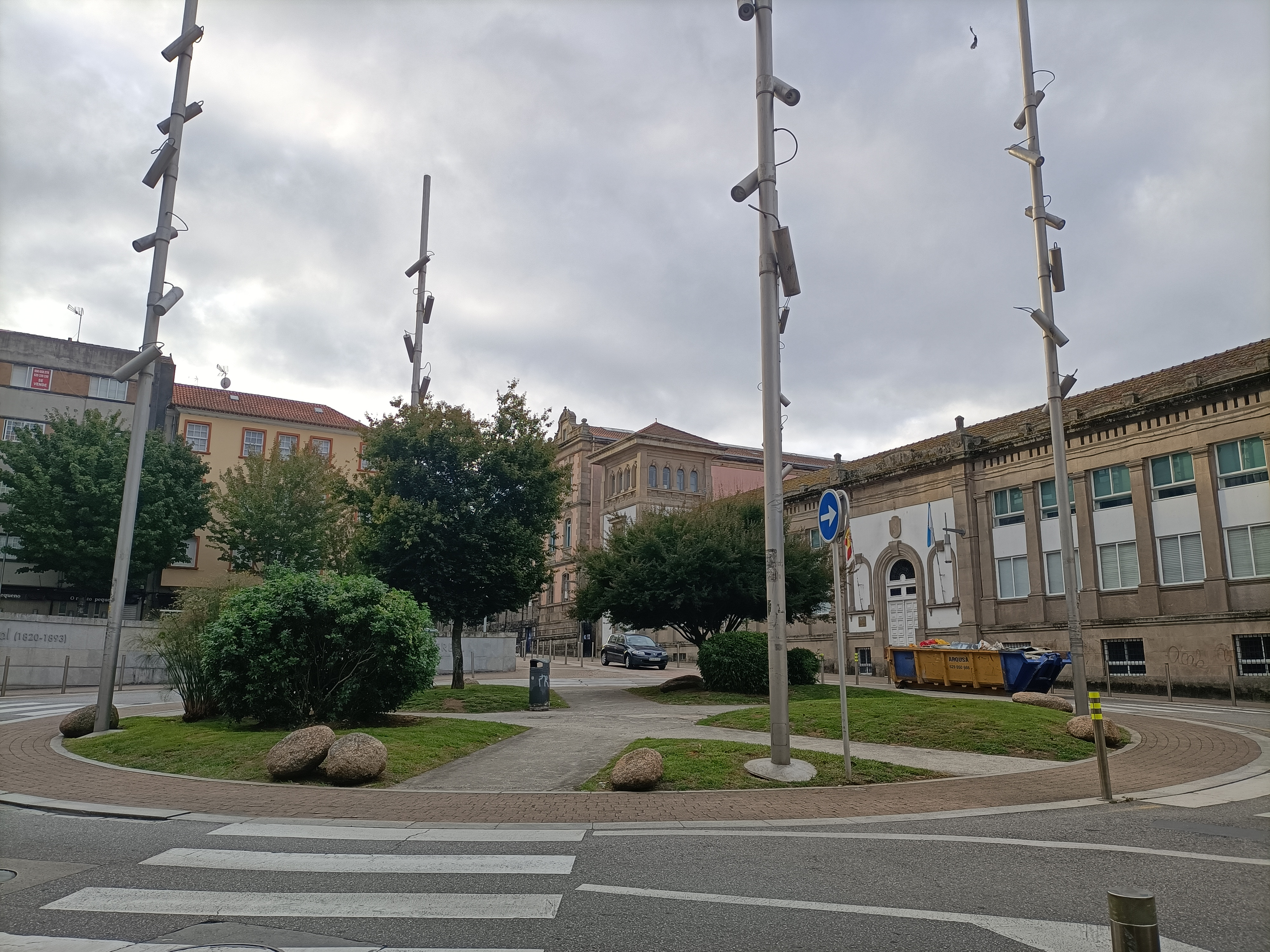
Praça Concepción Arenal com o edifício da escola Froebel à direita
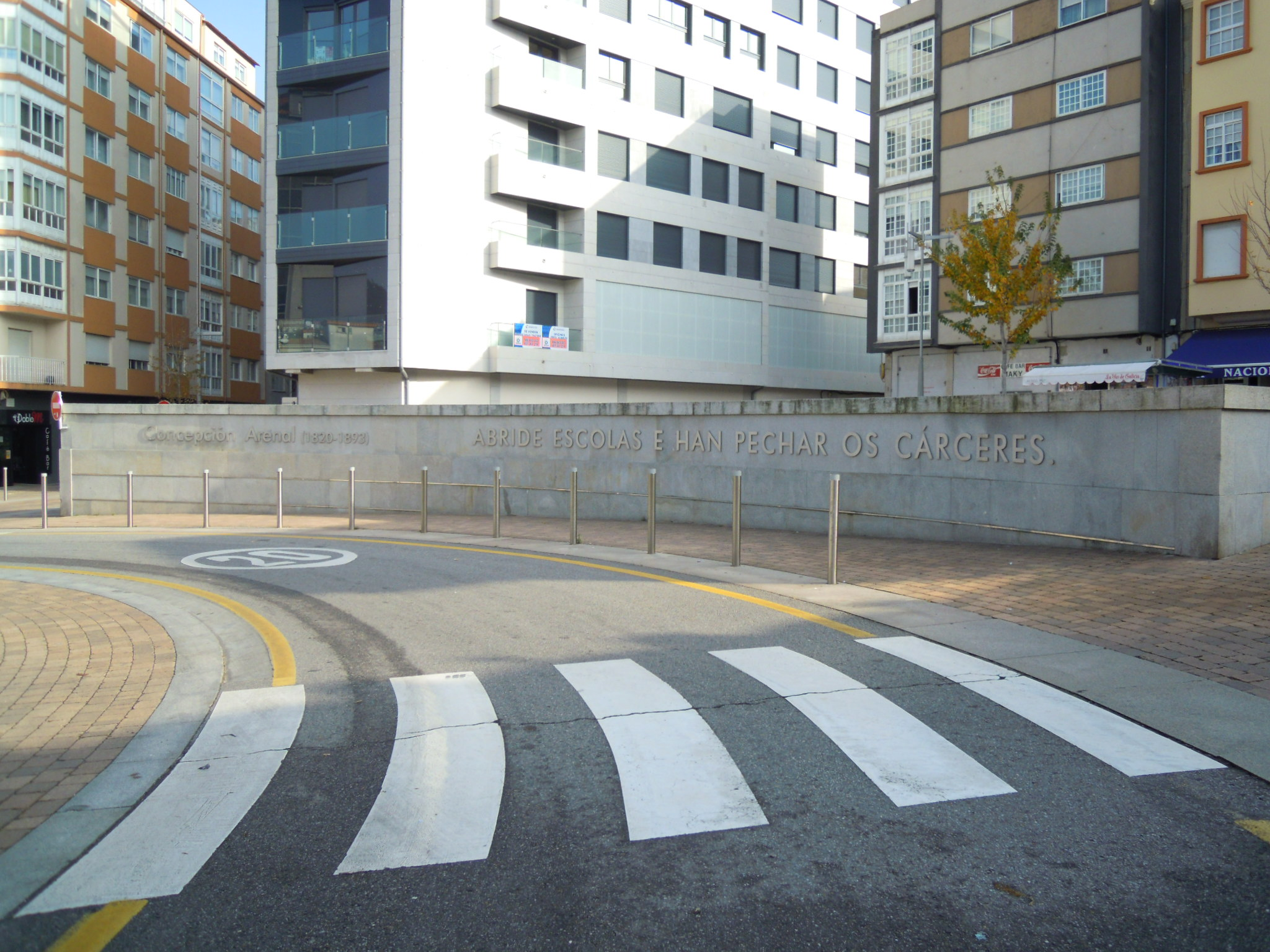
A praça com a inscrição dedicada a Concepción Arenal
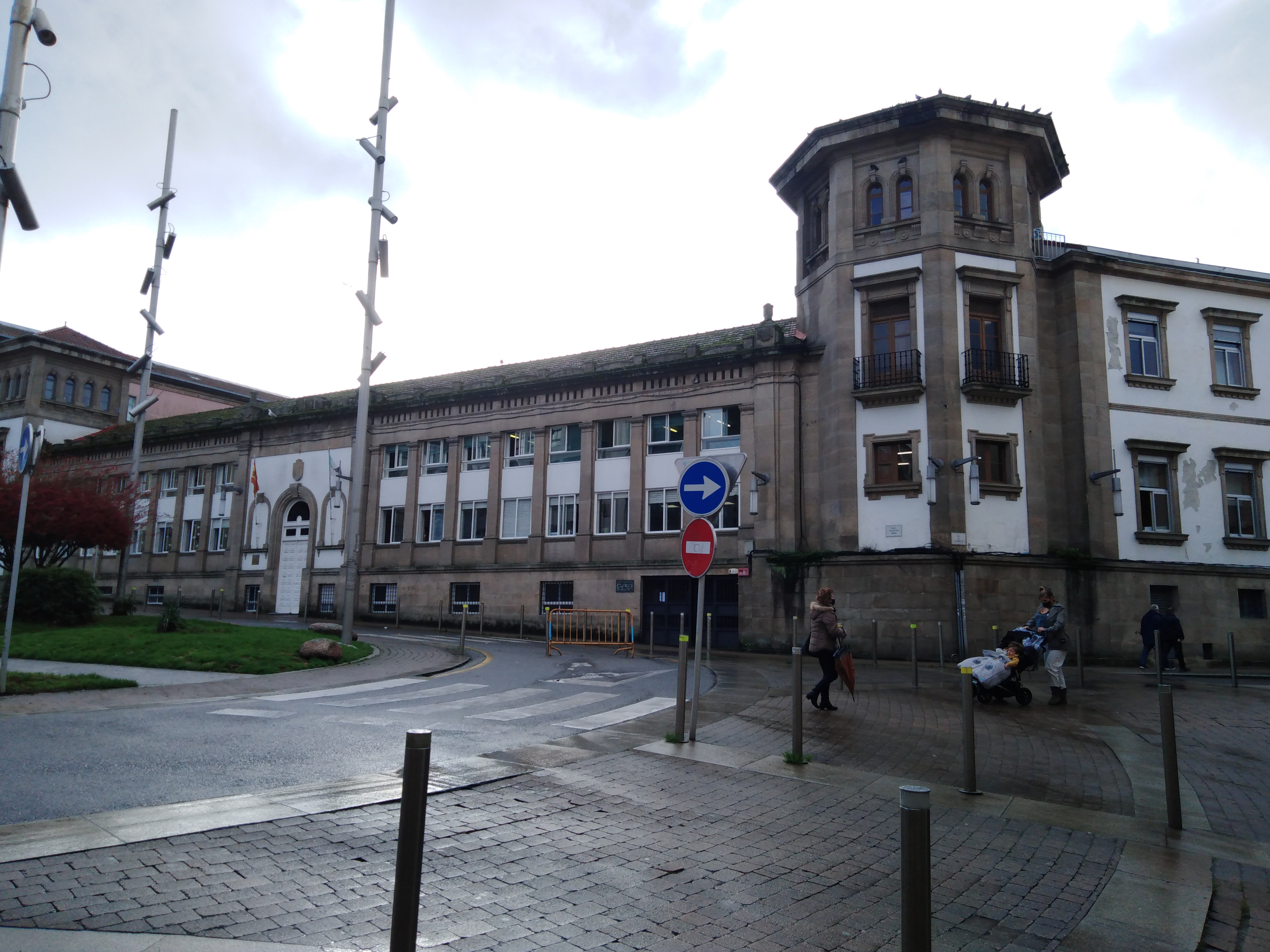
Edifício da escola Froebel

### Artigos relacionados
- A Moureira
- Ponte da Barça
- Quartel de São Fernando